# Alexis Tomassian
Alexis Tomassian (* 13. Juli 1979 in Alfortville) ist ein französischer Schauspieler und Synchronsprecher armenischer Abstammung.

## Biographie
Tomassian besuchte von 1985 bis 1989 die Group Scolaire Etienne Dolet und danach die Collège Rognoni. 1991 spielte er als „Gavroche“ im Musical Les Misérables mit und wurde als Kinderdarsteller in Film, Fernsehen und der Synchronisation tätig. Er ist die französische Stimme von Justin Timberlake und Rami Malek. Zu seinen Synchron-Arbeiten gehören zahlreiche Zeichentrickfiguren, wie Martin Mystery oder „Fry“ in der Serie Futurama.

## Filmographie
- 1991: Super, meine Eltern lassen sich scheiden (Génial, mes parents divorcent !)
- 1992: Mayrig – Die Straße zum Paradies (Mayrig)
- 1995: Les Agneaux
- 1997: Amour et confusions
- 2002: Cavale – Auf der Flucht (Cavale)
- 2002: Trilogie: Après la vie – Nach dem Leben (Après la vie)
- 2002: Passage du bac
- 2003: L’Adieu
- 2004: L’Été de Chloé
- 2004: Die wunderbare Welt des Gustave Klopp (Narco)
- 2016: Dieumerci!
- 2017: La deuxième étoile

## Synchronisation (Auswahl)

### Filme
- 1998: Ein neuer Tag im Paradies (Vincent Kartheiser als Bobby)
- 2001: Happy Campers (Keram Malicki-Sànchez als Jasper)
- 2004: Barbie als die Prinzessin und das Dorfmädchen (Alessandro Juliani als Julian)
- 2004: She’s Too Young (Mike Erwin als Nick Hartman)
- 2004: The Brooke Ellison Story (Ryan Hudson als Reed Ellison)
- 2005: Jordan Superstar (Taran Killam als Jordan Cahill)
- 2006: For One Night (Sam Jones III als Brandon Williams)
- 2008: The Next Avengers: Heroes of Tomorrow (Adrian Petriw als Francis Barton / Hawkeye II)
- 2008: Shaolin Basketball Hero (Jay Chou als Shi-Jie)
- 2010: Batman: Under the Red Hood (Neil Patrick Harris als Dick Grayson / Nightwing und Alexander Martella als Jason Todd / Robin (jung))
- 2010: One Angry Juror (Shomari Downer als Walter Byrd)
- 2011: The Prodigies (Jacob Rosenbaum als Jimbo (Kind))
- 2011: Die Dschungelhelden – Operation: Südpol (Pong)
- 2012: Seattle Superstorm (Matty Finochio als Ben Jefroe)
- 2012: A Dark Plan (Brian Borello als Brandon)
- 2013: Lego Batman – Der Film: Vereinigung der DC Superhelden (Charlie Schlatter als Robin)
- 2014: Swelter – Gier. Rache. Erlösung (Josh Henderson als Boyd)
- 2015: The Scorpion King 4 – Der verlorene Thron (Will Kemp als Drazen)
- 2015: Batman vs. Robin (Sean Maher als Dick Grayson / Nightwing)
- 2016: Rock Dog (Luke Wilson als Bodi)
- 2016: USS Indianapolis – Men of Courage (Matt Lanter für Bama)
- 2017: Brawl in Cell Block 99 (Larry Mitchell für Nathan)
- 2017: Zombillenium (Steven)
- 2019: Close – Dem Feind zu nah (George Georgiou als Nabil)

### Serien
- 1993 – 1994: So ein Satansbraten (Benjamin Diskin als Junior Healy)
- 1993 – 1995: Die Schatzinsel (Dawn French und John Hasler als Jim Hawkins)
- 1994: Die Unbestechlichen (Brendan L. Hutt als Billy, Staffel 2, Folge 10)
- 1994 – 2001: ReBoot (Jesse Moss, Matthew Sinclair, Christopher Gray und Giacomo Baessato als Enzo Matrix (jung))
- 1996 – 1998: Big Bad Beetleborgs (Herbie Baez als Roland Williams)
- 1997 – 1999: Batman & Robin (Mathew Valencia als Timothy Drake / Robin)
- 1998 – 2002: Papyrus (Papyrus)
- 2000: Shinzo (Minami Takayama als Mushra / Hyper Mushra / Mushrambo)
- 2001 – 2004: Les Bons Conseils de Célestin (Célestin)
- 2001 – 2013: Totally Spies! (Boogie Gus)
- 2005: Power Rangers S.P.D (Brandon Jay McLaren als Jack Landors)
- 2005 – 2007: Skyland (Lee)
- 2006: South Beach (Lee Thompson Young als Alex Bauer)
- 2008 – 2011: Física o química (Gonzalo Ramos als Jules (Julio) de la Torre)
- 2009: Garage Club (Spike)
- 2009 – 2011: Les Podcats (Senzo)
- 2009 – 2011: The Amazing Spiez (Boogie Gus (jung und Alt), Davey)
- 2010: I.N.K. (Vin)
- 2010 – 2013: Der kleine Prinz (Arobase, Episode 24 & 25)
- 2011: Trust Me, I’m a Genie (Mathew Wilkinson als Diego)
- 2013 – 2015: Julius Jr. (Benjamin Israel als Tit’ Ours)
- seit 2015: Alvinnn!!! und die Chipmunks (Janice Karman als Theodore, Cheddar, Kevin)